# صغبة
صُغْبَة (الاسم العلمي: Sphaeropsis)، جنس فطور مجهرية من الفطريات الزقية. أنواعها عديدة منها رمية ومنها طفيلية.